# ウォリアーズFC
ウォリアーズFC（英語: Warriors Football Club、略称：Warriors）は、シンガポールのサッカークラブである。2012年まではシンガポール・アームドフォーシズFC (Singapore Armed Forces Football Club)という名称だったが、2013年に現在の名称へ変更された。

## 概要
ホームスタジアムは、シンガポール西部のチョア・チュー・カン地区にある、チョア・チュー・カン・スタジアムである。クラブのニックネームはThe Warrior。マスコットキャラクターはサイである。

## 歴史
シンガポール軍スポーツ協会（SAFSA）のサッカー部門として発足し、1975年から1995年までシンガポールの国内リーグに参加。1996年のシンガポールプレミアリーグ（旧：Sリーグ）発足に合わせて独立され、シンガポール・アームドフォーシズFC (SAFFC) となった。現在は軍隊所属外の選手も参加できるようになっている。
2009年、シンガポールのクラブとして初めてAFCチャンピオンズリーグに出場。2009年のJリーグ優勝の鹿島アントラーズ、Kリーグ優勝の水原三星ブルーウィングス、中国スーパーリーグ準優勝の上海申花足球倶楽部と同グループに入ったが、1分5敗でグループステージ敗退となった。
2019年シーズンをもってシンガポールプレミアリーグを脱退した。

## タイトル
- リーグ：9回

1997, 1998, 2000, 2002, 2006, 2007, 2008, 2009, 2014
- カップ：4回

1997, 1999, 2007, 2008, 2012
- FAカップ：1回

1997

## 歴代監督
- ヴィンセント・サブラマニアム（英語版） 1996-1998
- ムラデン・プラリヤ（英語版） 1999
- ファンディ・アマド 2000-2003
- ジム・ショルダー（英語版） 2004
- キム・ポールセン（英語版） 2005
- リチャード・ボク（英語版） 2006-2012
- V.Selvaraj 2013.1-6
- アレックス・ウィーバー（英語版） 2013.6-

## 歴代所属選手
- ミルコ・グラボヴァツ 1999 - 2003
- キャティサック・セーナームアン 2001 - 2002
- ターサック・チャイマン 2002、2005 - 2009
- 中村彰宏 2003
- アレクサンダー・ドゥリッチ 2005 - 2009
- 新井健二 2006 - 2009
- 村上範和 2007 - 2008
- 深澤仁博 2008 - 2009
- 秋吉泰佑 2010 - 2011
- ニクラス・サンドベリ 2010
- ミスラヴ・カログラン 2011 - 2013
- 斉藤誠司 2012
- 櫻田真平 2012 - 2013
- 乾達朗 2012 - 2013
- 戸田和幸 2013